# Krombach (Kreuztal)

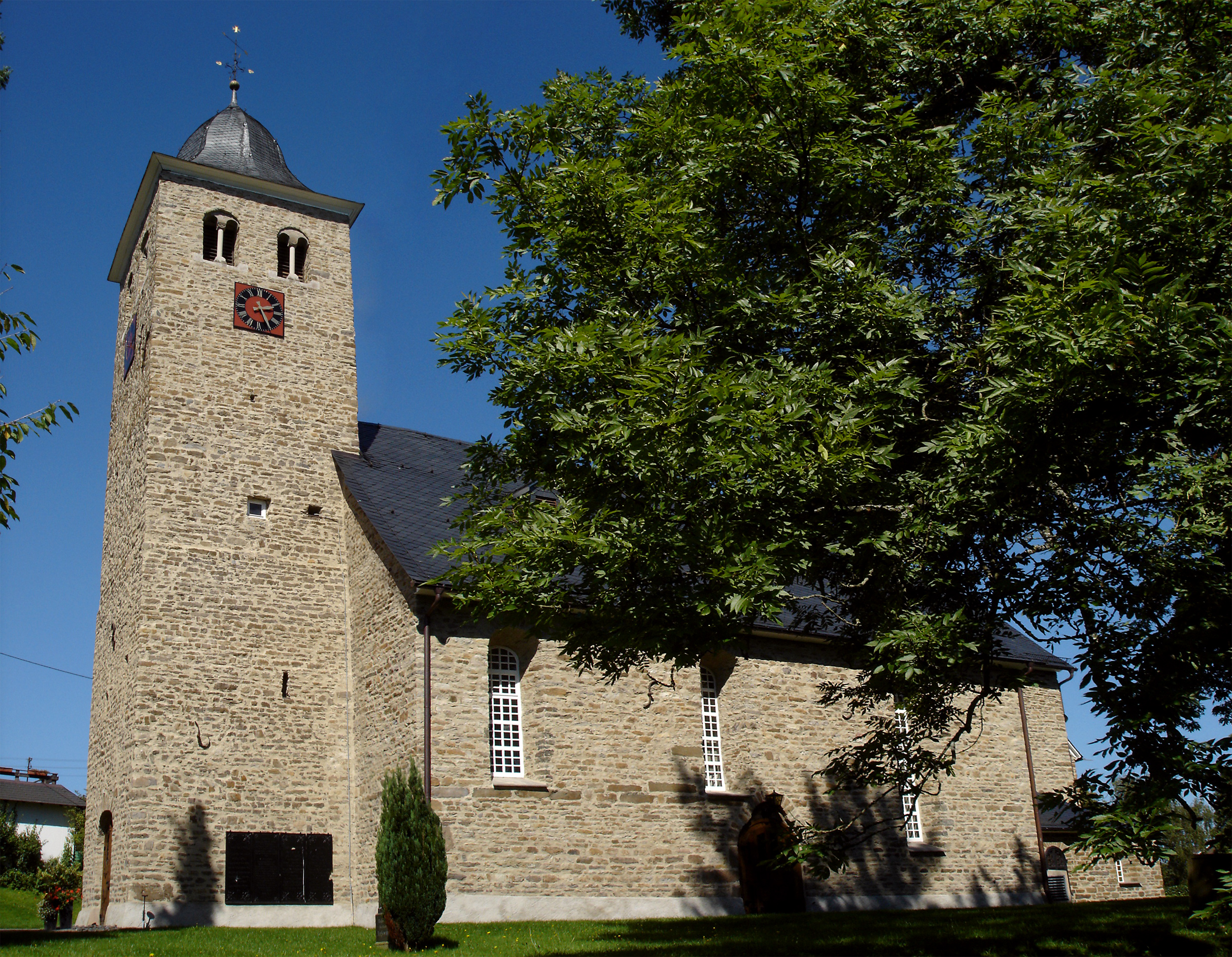
Ev. Pfarrkirche Krombach

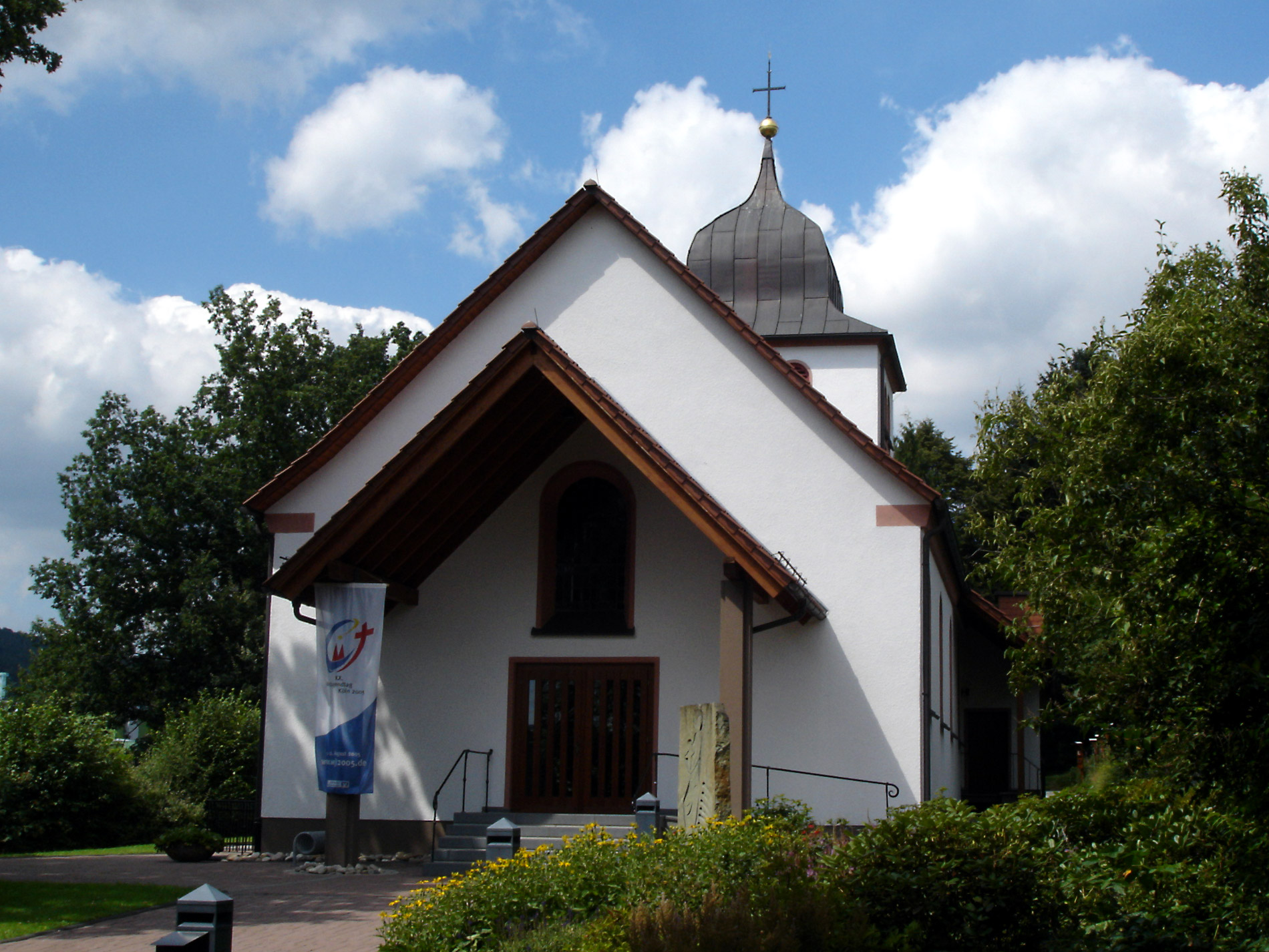
Kath. Kirche St. Ludger und St. Hedwig

Krombach ['krɔm.baχ] (mundartlich Krommich) ist ein Stadtteil von Kreuztal im nordrhein-westfälischen Kreis Siegen-Wittgenstein.

## Geschichte
Erstmals urkundlich erwähnt wurde Krombach im Jahre 1221. Der Ort hatte offenbar damals bereits eine gewisse überregionale Bedeutung, denn durch ihn führte der bedeutende alte Fernhandelsweg Frankfurt–Soest. Der Ort liegt an dem Isoglossenbündel aus Uerdinger und Benrather Linie, den Grenzen des Mitteldeutsch sprechenden Siegerlandes zum Niederdeutsch sprechenden Sauerland.
Seit 500 Jahren rasten Reisende im Gasthof „Hambloch“. Pferdetränke und Pferdehaltestangen vor dem Gasthof zeugen vom regen Verkehr der damaligen Zeit. Auch der 300 Jahre alte Gasthof „Zum Anker“ zeigt historische Spuren.
Eine große Einnahmequelle früherer Zeiten war der Vorspanndienst, der aufgrund des Durchgangsverkehrs florierte: Von hier aus musste die Fracht in Richtung Norden über die Berge des Sauerlandes befördert werden.
Bis zur kommunalen Neugliederung am 1. Januar 1969 gehörte der Ort dem Amt Ferndorf an.
In Krombach wird das überregional bekannte Krombacher Bier gebraut.
Der Name Krombach leitet sich von Krummer Bach ab. Durchflossen wird der Ort von der Littfe, einem Nebenlauf der Ferndorf.
Im Zuge des Weiterbaus der Bundesautobahn 4 und der Hüttentalstraße, die sich auf der „Krombacher Höhe“ (Kölsches Heck) treffen, erlangt der Ortsteil Krombach eine größere Bedeutung für das Siegerland und das angrenzende Sauerland. Seit 1935 existiert in Krombach ein Naturfreibad.

## Wappen
| Wappen der ehemaligen Gemeinde Krombach, Kreis Siegen | Blasonierung: „Erhöht geteilt von Gold (Gelb) und Blau; oben ein blaues Hifthorn, unten eine goldene (gelbe) Glocke.“ |
| Wappen der ehemaligen Gemeinde Krombach, Kreis Siegen | Wappenbegründung: Das Wappen wurde am 27. Mai 1939 vom Oberpräsidenten der Provinz Westfalen genehmigt. Das Hifthorn entstammt Siegeln der Gemeinden Ferndorf und Krombach aus dem Jahre 1470. Die Glocke ist das Symbol für eine der bekanntesten Sagen des Kindelsberges, der Sage von der Krombacher Gnadenglocke. |